# Funkcja charakterystyczna zbioru
Funkcja charakterystyczna zbioru, funkcja wskaźnikowa, indykator zbioru – niech {\displaystyle A} będzie dowolnym zbiorem, zaś {\displaystyle B} jego podzbiorem, {\displaystyle B\subseteq A.} Funkcją charakterystyczną zbioru {\displaystyle B} nazywa się funkcję rzeczywistą {\displaystyle f\colon A\longrightarrow \{0,1\}} określoną następującym wzorem:
{\displaystyle f(x):={\begin{cases}1,&{\mbox{gdy }}x\in B,\\0,&{\mbox{gdy }}x\notin B.\end{cases}}}
Oznaczeniem funkcji charakterystycznej zbioru {\displaystyle B\subseteq A} jest {\displaystyle \mathbf {1} _{B,A},\ \mathbf {I} _{B,A},\ \chi _{B,A},\ \mathbf {1} _{B},\ \mathbf {I} _{B}} bądź {\displaystyle \chi _{B}.}
Funkcje charakterystyczne mają zastosowanie w teorii miary i teorii ciągów funkcji mierzalnych.

## Przykłady
- Funkcja Dirichleta {\displaystyle \mathbf {1} _{\mathbb {Q} }} zbioru liczb wymiernych {\displaystyle \mathbb {Q} } jest funkcją nieciągłą w każdym punkcie dziedziny.
- Jeśli {\displaystyle f\colon A\to {\overline {\mathbb {R} }}} jest nieujemną funkcją mierzalną, to ciąg

{\displaystyle \left({\frac {1}{2^{n}}}\sum _{k=1}^{n2^{n}}\chi _{\{x\in A\colon f(x)>k/2^{n}\},A}\right)_{n\in \mathbb {N} }}
jest punktowo zbieżny do {\displaystyle f.}